# Muncy
Muncy es un borough ubicado en el condado de Lycoming en el estado estadounidense de Pensilvania. En el año 2000 tenía una población de 2,663 habitantes y una densidad poblacional de 1,225.6 personas por km².

## Geografía
Muncy se encuentra ubicado en las coordenadas 41°12′7″N 76°47′11″O / 41.20194, -76.78639

## Demografía
Según la Oficina del Censo en 2000 los ingresos medios por hogar en la localidad eran de $33,603 y los ingresos medios por familia eran $38,934. Los hombres tenían unos ingresos medios de $31,900 frente a los $22,222 para las mujeres. La renta per cápita para la localidad era de $17,782. Alrededor del 10% de la población estaba por debajo del umbral de pobreza.